# Francis Valentine Woodhouse
Francis Valentine Woodhouse (* 14. Februar 1805; † 3. Februar 1901) war Apostel der katholisch-apostolischen Gemeinden.
Er studierte in Oxford am Eton College und am Exeter College Rechtswissenschaft, wurde 1829 als Rechtsanwalt (barrister) am Inner Temple in London aufgenommen und Mitglied des English Bar. Der spätere Apostel arbeitete nur wenige Jahre als Rechtsanwalt. Im Februar 1842 heiratete er Henrietta Liston Laurie. Er war anglikanischer Herkunft, gehörte aber schon früh zu den Anhängern von Edward Irving. Er wurde in dessen Gemeinde Unterdiakon und später Diakon und am 14. April 1833 von John Bate Cardale zum Ältesten ordiniert. Am 13. August 1834 erhielt er in der Londoner Ratsversammlung als sechste Person die prophetische Berufung zum Apostelamt. Nach einer erneuten Berufung nahm er am 17. September 1834 im Konzil seinen Platz ein. Er war mit 29 Jahren der jüngste Apostel der katholisch-apostolischen Gemeinden. Es wurde ihm der „Stamm“ Süddeutschland und Österreich zugeordnet, wo er auch teilweise arbeitete.
Im Jahr 1901 starb Woodhouse als letzter der Albury-Apostel. Fünf Tage später wurde er in Albury auf dem Ortsfriedhof neben dem erstberufen Apostel Cardale beigesetzt.